# Marc Schillemans
Marc Schillemans (Antwerpen, 1951) is een Vlaams acteur. Hij speelt vooral rollen in het theater. Op televisie had hij gastrollen in diverse bekende Vlaamse series, zoals in De Kotmadam, Witse en Spoed. 
In F.C. De Kampioenen vertolkte hij in 1997 en 2001 de gastrol van Jos Dobbelaere, de directeur van de krant Publitime en baas van Bieke Crucke.

## Rollen
- Het Dievenbal (1977) - Politieagent
- Bompa (1990) - Dokter
- De Kotmadam (1993) - Rijkswachter
- Het Park (1993-1994) - Lode
- Niet voor Publikatie (1994) - Hoofdredacteur
- Thuis (1996) - Jean-Paul Vervust
- Elixir d'Anvers (1996) - Schepen
- Heterdaad (1996) - Directeur Thurn & Taxi
- Windkracht 10 (1997) - Verzele
- F.C. De Kampioenen (1997) + (2001) - Jos Dobbelaere
- Boerenkrijg(1999) - Commandant Aimé
- Veel geluk, professor! (2001)
- Spoed (2001) - Openbare aanklager
- Recht op Recht (2002) - Voorzitter van de krijgsraad
- Sedes & Belli (2003) - Cassiers
- Witse (2004) - Majoor Pelckmans
- Kinderen van Dewindt (2005) - Havenkapitein
- Thuis (2005) - Stafhouder